# Águas Lindas de Goiás
Águas Lindas de Goiás ist eine brasilianische politische Gemeinde und Stadt im Bundesstaat Goiás in der Mesoregion Ost-Goiás und in der Mikroregion Entorno de Brasília. Sie liegt westlich der brasilianischen Hauptstadt Brasília und nordöstlich von Goiânia, der Hauptstadt des Bundesstaates. Einwohnermäßig ist die Gemeinde die sechstgrößte, flächenmäßig aber die drittkleinste in Goiás. Im Jahre 2019 lebten schätzungsweise 212.440 Menschen in Águas Lindas de Goiás.

## Geographische Lage
Águas Lindas de Goiás grenzt
- im Norden an Padre Bernardo
- im Osten an den Bundesdistrikt (port.: Distrito Federal) mit dem Grenzfluss Descoberto und seinem Stausee.
- im Süden an Santo Antônio do Descoberto
- im Westen an Cocalzinho de Goiás

Die Entfernung zur Hauptstadt Goiânia beträgt 193 km über die Bundesstraße BR-070 bis Cocalzinho de Goiás, GO-414 bis Anápolis und GO-153.
Auf dem Gemeindegebiet befindet sich im Norden der Nationalpark Bacia do Rio Descoberto.

## Wirtschaft
| BIP Daten 2007     |         |
| Landwirtschaft:    | 1.402   |
| Industrie:         | 53.845  |
| Dienstleistung:    | 322.498 |
| Subtotal:          | 153.521 |
| Steuern:           | 21.367  |
| PIB total:         | 399.113 |
| Rang in Goiás:     | 23      |
| Bevölkerung:       | 131.884 |
| PIB pro Kopf (R$): | 3.026   |
| Rang in Goiás:     | 246     |

Nebenstehende Tabelle zeigt das Bruttoinlandsprodukt (BIP) in jeweiligen Preisen für die drei Wirtschaftssektoren, PIB total und Rang von Áquas Lindas de Goiás, Bevölkerung und BIP pro Kopf für 2007 (in Tausend R$).
Áquas Lindas de Goiás hatte 2007 das geringste BIP pro Kopf in Goiás.

## Gewalt
Águas Lindas de Goias gehört nach den Daten des Nationalen Sekretariats für öffentliche Sicherheit zu den Gemeinden mit der höchsten Gewaltanwendung in und um den Bundesdistrikt und zu den zehn Kommunen des Landes mit der höchsten Gewalt.